# 巴勒赖
巴勒赖（法語：Balleray，法語發音：[balʁɛ]）是法国涅夫勒省的一个旧市镇，属于讷韦尔区。2017年1月1日，巴勒赖与市镇乌鲁埃尔合并为新市镇沃达莫涅。

## 地理
巴勒赖（47°4'26"N, 3°16'43"E）面积16.08 平方千米，位于法国勃艮第-弗朗什-孔泰大區涅夫勒省，该省份为法国中部省份，北至约讷省，西北接卢瓦雷省，西接谢尔省，南至阿列省，东南接索恩-卢瓦尔省，东临科多尔省。
与巴勒赖接壤的市镇（或旧市镇、城区）包括：普瓦瑟、圣马丹德耶、盖里尼、诺莱、乌鲁埃尔、于尔济。
巴勒赖的时区为UTC+01:00、UTC+02:00（夏令时）。

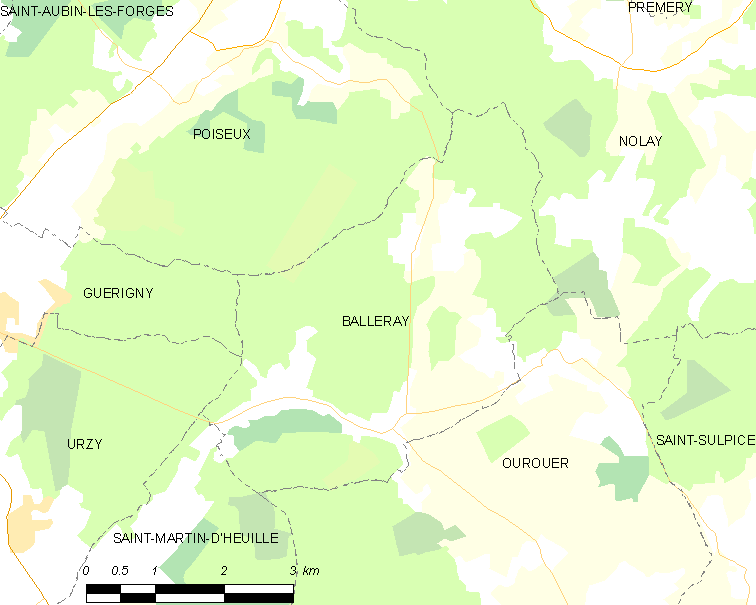
巴勒赖的OSM定位图

## 行政
巴勒赖的邮政编码为58130，INSEE市镇编码为58022。

## 政治
巴勒赖所属的省级选区为盖里尼县。

## 人口

1962-2008年间巴勒赖人口变化图示

巴勒赖于2018年1月1日时的人口数量为201人。